# Alba Iulia
Alba Iulia (en hongarès: Gyulafehérvár, en alemany: Karlsburg / Weißenburg) és la capital de la província d'Alba a Transsilvània (Romania). Està situada a la vora del riu Mureş, amb una població de 71,651 habitants (2001).

## Història
En l'antiguitat en l'emplaçament de l'actual ciutat va existir una població dàcia anomenada Apulon, esmentada pel geògraf grec Ptolemeu. Després de la conquesta de la Dàcia pels romans, la ciutat va ser coneguda com a Apulum, i es va convertir en seu de la XIII Legió Gèmina. En el segle ix la ciutat apareix esmentada en documents de l'època com Bălgrad ("Ciutadella Blanca"). En el segle x va ser elegida pel duc hongarès Gyula com a capital dels seus territoris. Després de l'adopció del cristianisme pel rei hongarès sant Esteve I, es va aixecar a Alba Iulia una primera catedral al segle xi. (Tot i que la catedral catòlica actual és dels segles xii i xiii). L'any 1442 Joan Hunyadi (1387-1456), voivoda de Transsilvània, va utilitzar la fortalesa com a base de la seva guerra contra els turcs otomans. Així mateix es va procedir a ampliar l'edifici de la catedral, on des de la seva mort es conserva el seu sepulcre.
L'any 1541, Alba Iulia va passar a ser la capital del principat de Transsilvània, situació que es va perllongar fins a l'any 1690. El novembre de 1599, Mihai Viteazul (en català Miquel El Valent), Voivoda de Valàquia, va entrar triomfalment a Alba Iulia després de la seva victòria a la Batalla de Şelimbăr i es va convertir en governador de Transsilvània. L'any 1600, Mihai Viteazul aconseguiria el control de Moldàvia, reunint així els tres principats sota el seu govern abans de ser assassinat l'any 1601 per agents al servei de Giorgio Basta.
A pesar de la seva curta durada, l'assoliment de Mihai Viteazul va constituir un fet de gran significança històrica per als romanesos al representar la primera unificació dels tres principats històrics de Valàquia, Moldàvia i Transsilvània, majoritàriament poblats per romanesos. Durant el regnat del príncep Gabriel Bethlen, la ciutat es va dotar d'una acadèmia, fet que es considera un dels fites més importants de la seva història cultural.
Entre altres esdeveniments importants lligats al desenvolupament urbà destaquen la fundació de la Biblioteca Batthyanaeum en el segle xviii, i l'arribada del ferrocarril en el segle xix.
L'1 de desembre de 1918 es va celebrar a Alba Iulia la proclamació solemne de la unió de Transsilvània al Regne de Romania. El dia se celebra des de llavors a Romania com el dia de la unificació. L'any 1922, Ferran I de Romania va ser coronat simbòlicament com a Rei de Romania a Alba Iulia, en un acte que honorava la proesa de Mihai Viteazul.

## Punts d'interès

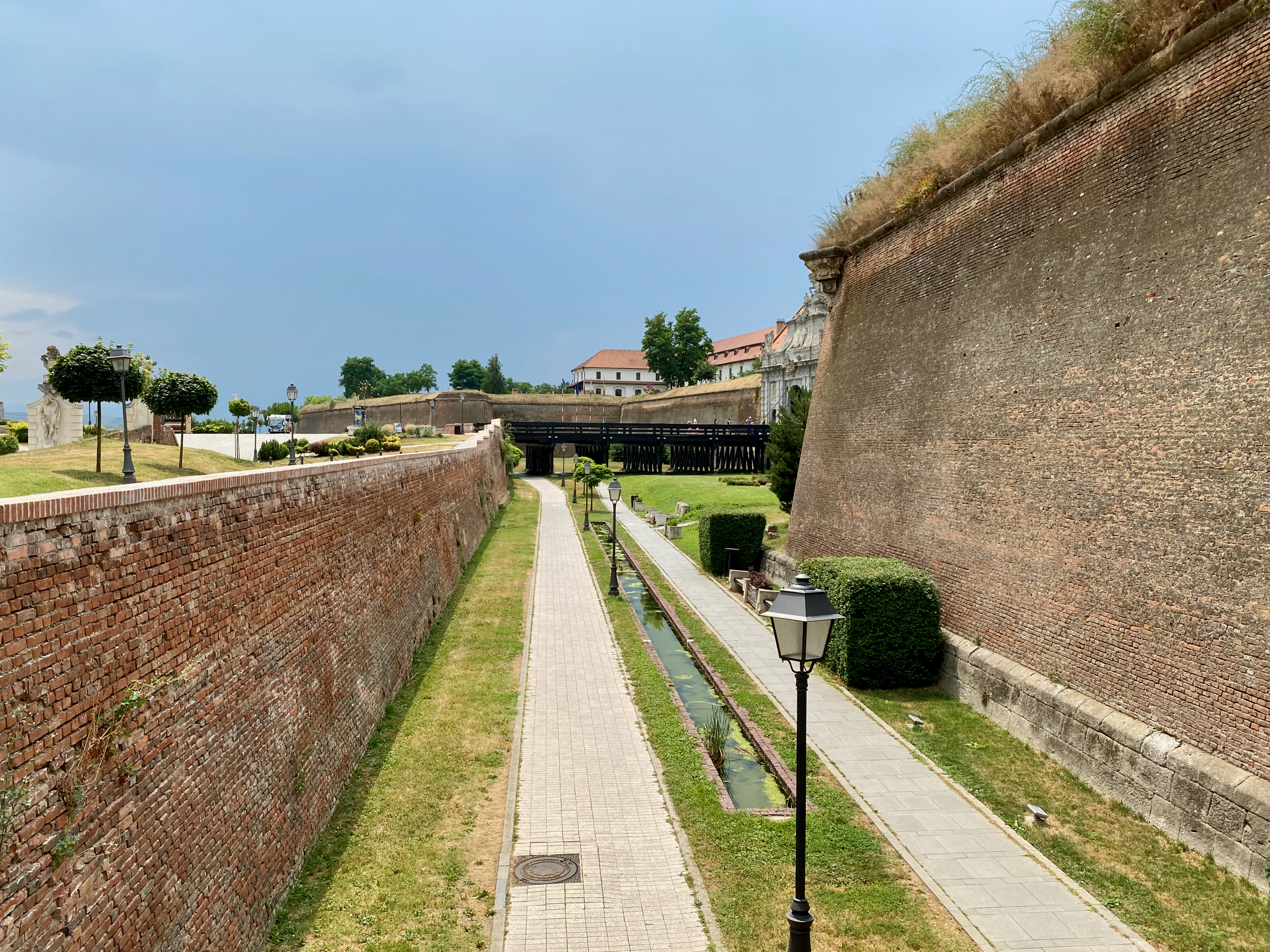
Muralles d'Alba Iulia

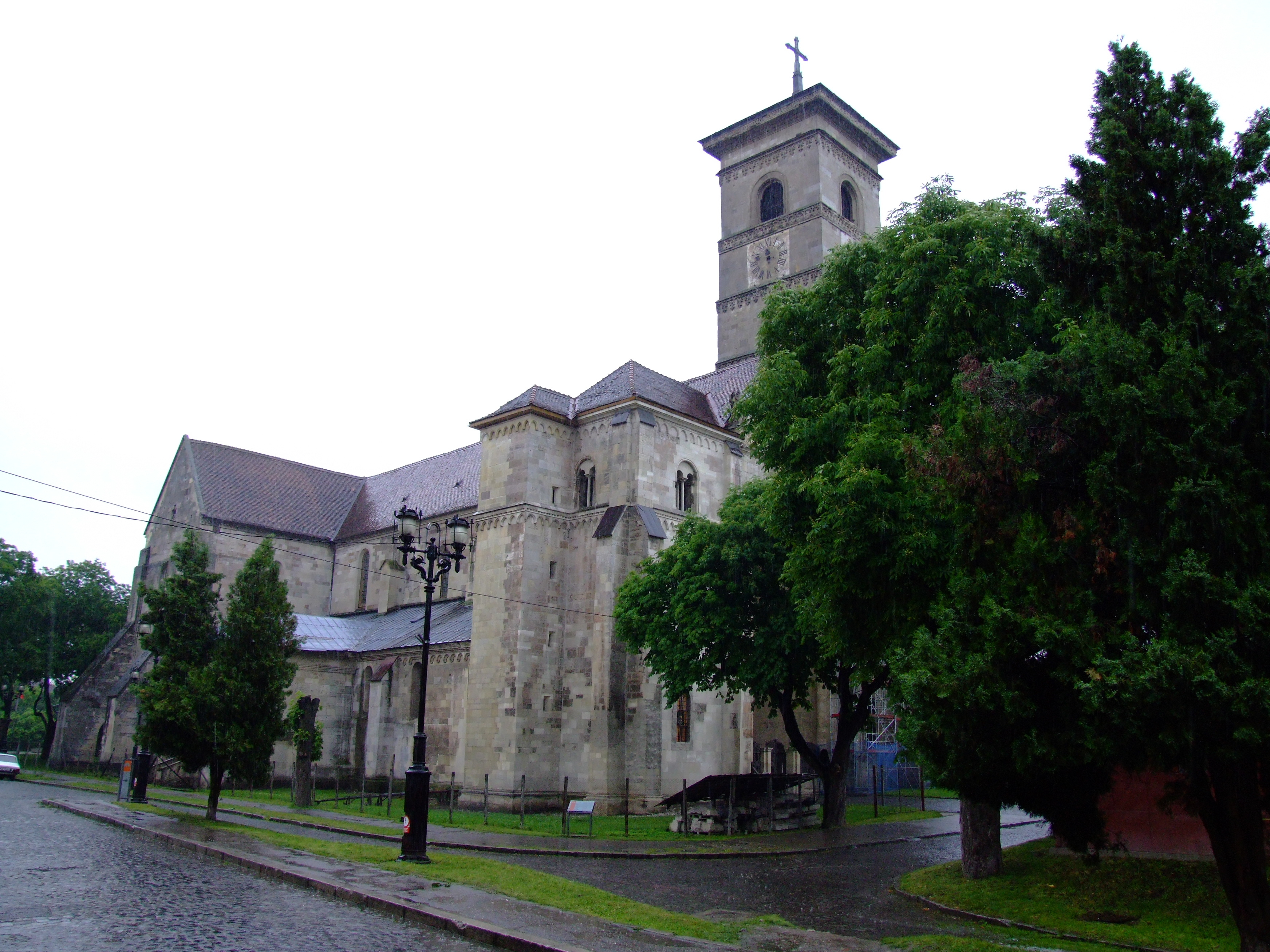
Catedral catòlica d'Alba Iulia

Els principals llocs d'interès d'Alba Iulia es troben en el recinte de la ciutadella històrica. La construcció actual de la ciutadella (en romanès cetatea) es va portar a terme entre els anys 1716-1735, durant el regnat de Carles VI d'Habsburg. En el seu honor, la fortalesa es va denominar Alba Carolina, i la mateixa ciutat va rebre en alemany el nom de Karlsburg ("Ciutat de Carles").
Dintre del recinte de la fortalesa es troben: 
- La catedral de Sant Miquel (catòlica, construïda en el segle xiii en estil gòtic). En el temple descansen les restes de Juan Hunyadi i de la reina d'Hongria Isabel Jagellón, polonesa de naixement.
- El Palau Episcopal.
- El palau que alberga la seu de la Biblioteca Batthyaneum, fundada l'any 1784 pel bisbe Ignatiu Bathyani (1741-1798), que té més de 60.000 volums, entre ells molts manuscrits i incunables de gran valor.
- La Catedral de la Reunificació (Catedrala î#ntegririi) (ortodoxa) (construïda els anys 1921-1922 i inspirada en l'església de Târgovişte). Aquí va ser coronat Ferran I com rei de Romania l'any 1922. El conjunt està dominat per un campanar de 58 m d'alçada, acabat en una cúpula suportada per columnes.
- La Sala de la Unió (Sala Unirii), en la qual es va proclamar l'any 1918 la unió de Transsilvània al regne de Romania.

Al costat de la porta occidental de la ciutadella es troba l'Obelisc d'Horea, Cloşca i Crişan (1937), que commemora l'ajusticiament dels capitosts de la revolta que va tenir lloc en Transsilvània entre els anys 1784 i 1785 en contra de la servitud feudal i a favor de l'equiparació de drets entre els romanesos i les altres ètnies de la regió.

## Fills il·lustres
- Ignaz Edler von Born (1742-1791, mineralogista i geòleg.